# Aubusson (Orne)
Aubusson é uma comuna francesa na região administrativa da Normandia, no departamento Orne. Estende-se por uma área de 3,92 km². Em 2010 a comuna tinha 438 habitantes (densidade: 111,7 hab./km²).